# Stavka
Stavka (tiếng Nga: Ставка), thường được chuyển ngữ sang tiếng Việt là Đại bản doanh hoặc Tổng hành dinh, là thuật ngữ thường dùng trong tiếng Nga để chỉ cơ quan lãnh đạo tối cao của lực lượng vũ trang của Đế quốc Nga và Liên Xô trong thời gian chiến tranh. Trong nhiều tài liệu phương Tây, đôi khi thuật ngữ này được viết hoa là STAVKA. Tuy nhiên, cách viết này không chính xác, vì đây không phải là một từ viết tắt, mà nó là một từ trong tiếng Nga (ставка), vốn có nghĩa gốc dùng để chỉ ngôi lều trại dã chiến của vị tướng chỉ huy, tương tự từ Bakufu (幕府, Mạc phủ) trong tiếng Nhật.

## Thế chiến thứ nhất

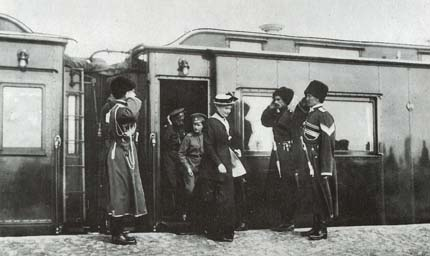
Hoàng hậu Alexandra Fyodorovna, Hoàng tử Alexei Nikolaevich và Nga hoàng Nikolai II đến Stavka.

Đại bản doanh Tổng tư lệnh tối cao (tiếng Nga: Ставка Верховного главнокомандующего, Stavka Verkhovnogo glavnokomanduyushchego) Quân đội Đế quốc Nga được thành lập khi Đế quốc Nga tham chiến trong Thế chiến thứ nhất. Tổng tư lệnh Quân đội Đế quốc Nga đầu tiên là Đại tướng Kỵ binh (генерал от кавалерии), Đại công tước Nikolai Nikolaevich, một người cháu của Sa hoàng Nikolai I. Tham mưu trưởng Đại bản doanh là Trung tướng (генерал-лейтенант) Nikolai Yanushkevich. Cơ quan Stavka đóng tại Baranovichi. 

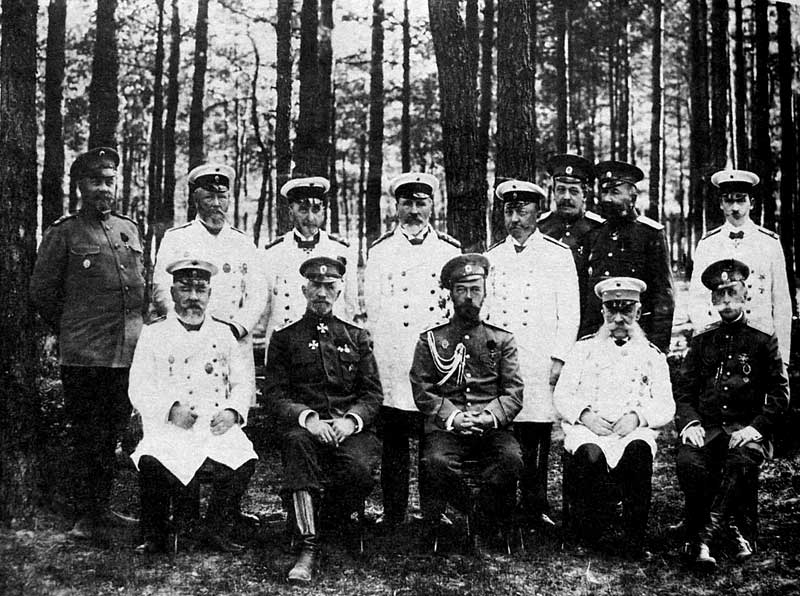
Hội đồng Bộ trưởng Đế quốc Nga chụp tại Stavka, Baranovichi, 14 tháng 6 năm 1915.

Tháng 8 năm 1915, sau thất bại của quân Nga trước quân Đức, Nga hoàng Nikolai II đã quyết định tự bổ nhiệm mình vào vị trí Tổng tư lệnh. Đại tướng Bộ binh (генерал от инфантерии) Mikhail Alekseyev được bổ nhiệm làm Tham mưu trưởng. Stavka dời về đóng tại Mogilev và ở đây trong hầu hết thời gian chiến tranh. Tháng 2 năm 1918, Stavka, bấy giờ do những người Bolshevik nắm giữ, đã dời về Oryol và bị giải thể sau khi Hòa ước Brest-Litovsk có hiệu lực.

## Thế chiến thứ hai
Một ngày sau khi Đức tấn công Liên Xô, ngày 23 tháng 6 năm 1941, Iosif Stalin, người đứng đầu chính phủ Liên Xô và lãnh đạo của Đảng Cộng sản Liên Xô, đã ban hành một quyết định thành lập Đại bản doanh Bộ Tổng tư lệnh các lực lượng vũ trang Liên bang Xô viết (tiếng Nga: Ставка Главного Командования, Stavka Glavnogo Komandovaniya). Theo quyết định này, thành phần Stavka ban đầu do Ủy viên nhân dân (Narkom) Quốc phòng, Nguyên soái Semyon Timoshenko làm Chủ tịch (председатель); với các thành viên (состав) gồm Tổng tham mưu trưởng Đại tướng Georgi Zhukov, Iosif Stalin, Vyacheslav Molotov, Nguyên soái Kliment Voroshilov, Nguyên soái Semyon Budyonny và Ủy viên nhân dân Hải quân Đô đốc Nikolai Kuznetsov.
Ngày 10 tháng 7 năm 1941, do việc hình thành các Bộ Tổng tư lệnh các hướng (Tây Bắc, Tây và Tây Nam), Ủy ban Quốc phòng Nhà nước Liên Xô ra nghị quyết cải tổ Đại bản doanh Bộ Tổng tư lệnh thành Đại bản doanh Bộ Tư lệnh tối cao (tiếng Nga: Ставка Верховного Командования, Stavka Verkhovnogo Komandovaniya). Stalin thay Timoshenko làm Chủ tịch. Nguyên soái Shaposhnikov cũng được bổ sung vào thành viên Đại bản doanh. Đến ngày 8 tháng 8 năm 1941, Stavka một lần nữa được đổi tên thành Đại bản doanh Bộ Tổng tư lệnh tối cao (tiếng Nga: Ставка Верховного Главнокомандования, Stavka Verkhovnogo Glavnokomandovaniya). Tên gọi này được sử dụng cho đến hết thời gian chiến tranh. Chức vụ Chủ tịch Stavka của Stalin cũng được đổi thành Tổng tư lệnh tối cao các lực lượng vũ trang Liên bang Xô viết (tiếng Nga: Верховный Главнокомандующий Вооружёнными Силами СССР, Verkhovnyy Glavnokomanduyushchiy Vooruzhonnymi Silami SSSR).
Vào ngày 17 tháng 2 năm 1945, thành phần Đại bản doanh Bộ Tổng tư lệnh tối cao gồm I.V. Stalin (Tổng tư lệnh tối cao), G.K. Zhukov, A.M. Vasilevsky, A.I. Antonov, N.A. Bulganin, N.G. Kuznetsov. Tuy nhiên, đến ngày 3 tháng 8 năm 1945, tổ chức Đại bản doanh Bộ Tổng tư lệnh tối cao được giải thể sau khi chiến tranh ở châu Âu hoàn toàn kết thúc.